# 安陵武文
安陵武文（日语：／ Anryo Takefumi，1964年—），日本男子田径运动员。他曾代表日本参加2000年和2004年夏季残疾人奥林匹克运动会田径比赛，其中2000年夏季残奥会获得一枚银牌。